# 霞ヶ丘団地
霞ヶ丘団地（かすみがおかだんち）は、かつて埼玉県ふじみ野市に立地した日本住宅公団の造成した公団住宅。

## 概要
竣工当初、この団地は関東支所下最大の団地であった。テラスハウスを主体とした構成となっている。また、当団地は関東支所で最もスターハウスの多い団地であった。現在は、住棟の老朽化を理由として「コンフォール霞ヶ丘」へと建て替えられている。また、この建て替えでは民間活力の導入が図られ、旧団地地域内に大京の大型分譲マンションや積水ハウスなどによる戸建分譲住宅の建設プロジェクトが進められている。

## ゆかりの作品
- カポネカポネち（小野まゆら） - 旧上福岡市時代の霞ヶ丘団地を舞台にした、ブルドッグをこっそり飼った家族の生活の悲喜劇を描く漫画作品。当時の団地の生活を偲ぶことができる貴重な作品でもある。

## 基本データ（建て替え前）
- 竣工 - 1959年（昭和34年）
- 構成 - 204棟から構成、全1793戸
- 所在 - 埼玉県ふじみ野市霞ヶ丘

## 住棟構成（建て替え前）
- 中層フラット棟 - 15棟
- スターハウス - 6棟
- テラスハウス - 182棟
- 店舗棟 - 1棟

## 交通
- 上福岡駅（東武鉄道東武東上線）より徒歩約3分